# Schipholspoortunnel
De Schipholspoortunnel is een 5.821 meter lange tunnel in de Schiphollijn tussen Amsterdam/Badhoevedorp en Hoofddorp. De tunnel werd in 1978 in gebruik genomen.
De tunnel ligt onder de vertrekhal van luchthaven Schiphol en gaat onder de Buitenveldertbaan door. Aan de andere kant ligt de tunnel net iets ten zuiden van de Zwanenburgbaan. Halverwege de tunnel ligt Station Schiphol Airport.

## Geschiedenis

### Eerste tunnel

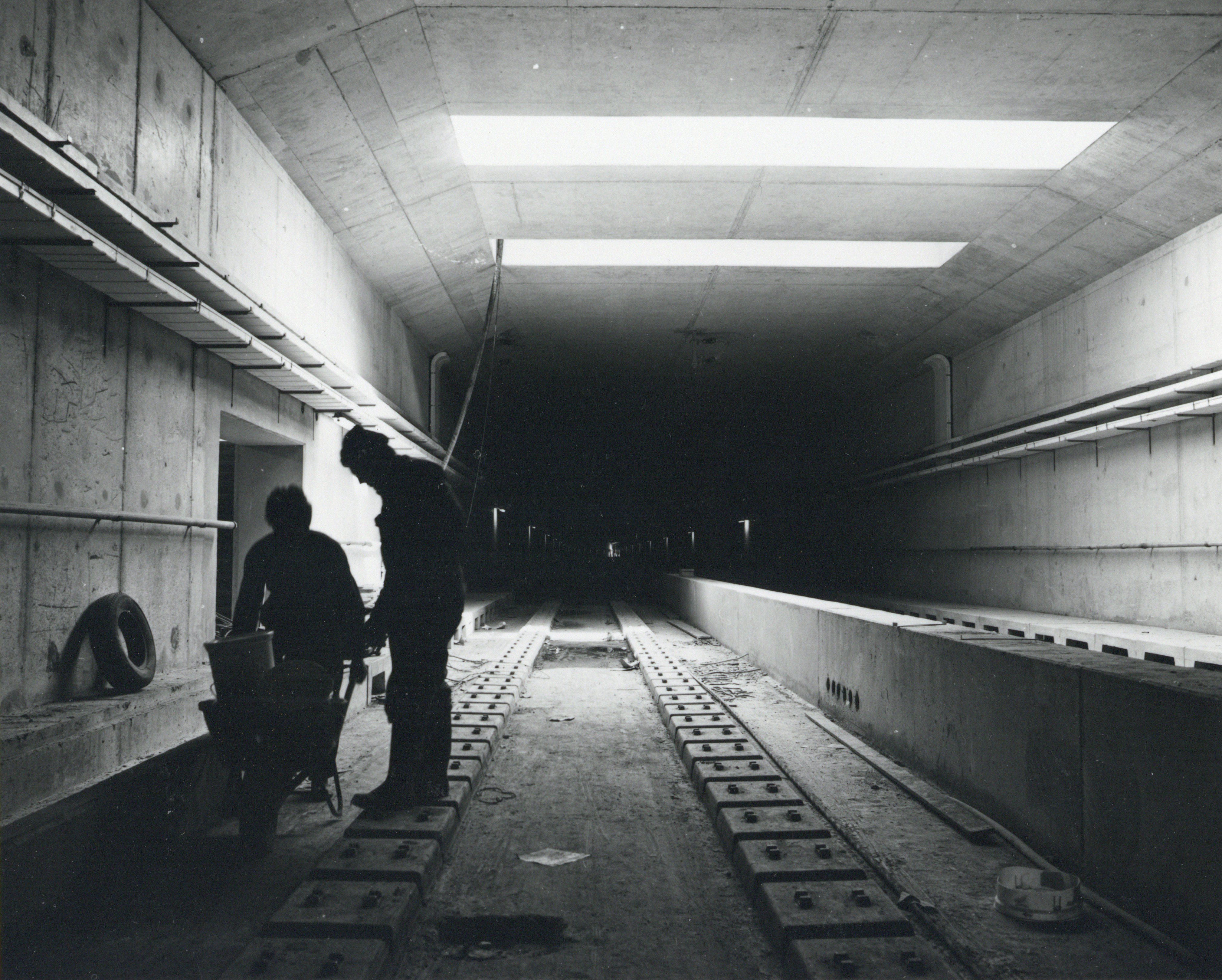
Bouwfoto; 1977

De tunnel is onderdeel van een tracé van Leiden Centraal naar Amsterdam Centraal, dat door een in 1963 aangestelde werkgroep onderzocht werd. In 1969 werd rapport uitgebracht van verschillende varianten. Als in 1973 wordt begonnen met de bouw van Schiphollijn zijn een aantal delen van de tunnel al gebouwd, die later moeilijk te realiseren waren geweest. Het gaat om een tunnelgedeelte van 500 meter onder een nieuwe startbaan en het stationsgedeelte onder het stationsgebouw. Tussen 1973 en 1977 werd de twee kilometer lange noordelijke helft van de tunnel gebouwd, welke in 1978 klaar was. De bouw van de zuidelijke helft tussen Schiphol en Leiden begon in 1976 en was in 1981 klaar.

### Verdubbeling
Eind jaren negentig werd de tunnel verdubbeld van twee naar vier sporen wegens de toename van het treinverkeer. De verdubbeling is gereed gekomen in mei 2001. Naast de bouw van een nieuwe tunnelbuis werd de bestaande tunnelbuis aangepast. Ook werden de perrons verlengd naar 430 meter om langere treinen te kunnen laten stoppen.
De voor een deel parallel lopende Abdijtunnel onder de Zwanenburgbaan ten behoeve van de Zuidtangent werd in 2002 opengesteld.

## Technisch

### Configuratie
De tunnel bestaat uit twee kokers, met elk twee sporen, dus vier sporen in totaal. Hiertussen ligt een vluchtgang. Ter plaatse van het station, met drie eilandperrons van elk 430 m lang, liggen zes sporen naast elkaar.
De Bloementunnel is een onvoltooide aftakking in de Schipholtunnel.

### Bouwmethode
De tunnel is uitgevoerd als de openbouwputmethode. Daar waar de tunnel de Buitenveldertbaan kruist zijn vier afzinkelementen met een lengte van elk 125 m toegepast. Deze elementen zijn voorgebouwd in een speciaal aangelegd bouwdok, in het tracé van de tunnel. Tijdens een onderhoudsperiode van de Buitenveldertbaan werd deze tijdelijk opengebroken waarna de afzinkelementen naar hun definitieve plek zijn gevaren.